# Кудин
Кудин (кит. 苦丁茶, кхудин) — чайный напиток (травяной чай), получаемый завариванием высушенных листьев падуба широколистного (Ilex latifolia). Относится к Кху Ча — так называемым «горьким чаям».
Кудин часто называют «чаем», хотя в строгом смысле он таковым не является, поскольку при приготовлении не используются листья чайного куста.

## Происхождение
Кудин приготавливается из листьев Ilex kudingcha, китайской разновидности падуба широколистного — субтропического вечнозелёного растения, которое относится, как и парагвайский мате, к роду Падуб. Реже встречается кудин из листьев бирючины произрастающего в Китае вида Ligustrum robustum.
В высоту падуб широколистный достигает нескольких метров, кора его буро-чёрная или серо-чёрная, ветви толстые, гладкие, молодые веточки вырастают под старыми сучками. Листья дерева толстые, кожистые, расположение листочков мозаичное, длина листа — 8 — 25 см, ширина — 4,5 — 8,5 см. Бока листочков зазубрены, внешняя и внутренняя стороны листа без «ресничек», черешок толстый.

На приготовление напитка идут листья растения, которые собирают и обрабатывают в южных китайских провинциях на влажных теневых склонах гор, в каньонах и по берегам протоков в смешанных лесах. Подготовленный сухой Кудин имеет несколько разновидностей — скрученный, спиральный, связанный, листовой, прессованный и пр. Высшая категория — Кудин Шуй Сю, сделанный из крошечных листочков, собранных на территории провинции Сычуань. 

## Приготовление
Напиток готовится аналогично чаю — сухая заварка заливается горячей водой и настаивается. При приготовлении кудина важно соблюсти температурный режим: при заваривании 100-градусной водой получается напиток полынной горечи, при заваривании 40-50 градусной водой — напиток с горьковатым, но благородным вкусом.
В отличие от обычных травяных чаев, кудин содержит кофеин, однако содержание его не очень значительно. Обладает тонизирующим эффектом и, с точки зрения традиционной китайской медицины, помогает защитить организм от простуды и насморка.